# Adriano Celentano
Adriano Celentano (Milaan, 6 januari 1938) is een Italiaanse acteur, regisseur, komiek, songwriter, zanger en televisiepresentator.

## Biografie
Adriano Celentano is opgegroeid in Milaan, waar hij zijn eerste levensjaren woonde in de Via Cristoforo Gluck 14. Later zou hij hierover het lied schrijven Il ragazzo della via Gluck (de jongen van Via Gluck). Zijn ouders verhuisden vanuit Apulië in het zuiden van Italië naar het noorden om werk te vinden.
In zijn muziek is Celentano sterk beïnvloed door zijn idool Elvis Presley en de opkomst van de rock-'n-rollmuziek in de jaren 50. Celentano is sinds die tijd onveranderd populair: hij verkoopt nog steeds veel albums en hij is nog vaak op tv te zien. In totaal heeft Celentano 41 albums uitgebracht.
Celentano maakte ook films. Deze waren meestal een commercieel succes: in de jaren 70 en een deel van de jaren 80 werd hij beschouwd als de koning van de B-film. Als acteur was hij op zijn best als Serafino (1968), een film geregisseerd door Pietro Germi.
Celentano is getrouwd met Claudia Mori en heeft drie kinderen: Giacomo, Rosita en Rosalinda Celentano, die bekend is als het personage Satan in Mel Gibsons The Passion of the Christ. Tegenwoordig woont hij met zijn vrouw in Galbiate, waar hij in 1994 een villa heeft laten bouwen.
In totaal heeft hij zo'n 70 miljoen albums verkocht.

### De jaren vijftig
In de jaren vijftig komt uit de Verenigde Staten de boogiewoogie, een nieuwe muziekstijl naar Europa overwaaien. Celentano voelt onmiddellijk dat dit zijn muziek is. Met vier vrienden begint hij in 1956 zijn eerste band, de Rock Boys. In september 1959 vormt Celentano een nieuwe band, I ribelli (De rebellen). Ze debuteren op het Festival dell'Avanti in het park Ravizza in Milaan met het nummer Teddy girl. In deze tijd werkt Celentano voor het eerst samen met Mina Mazzini, een van de bekendste zangeressen van Italië. Deze Tijgerin van Cremona drukt haar stempel op het singletje met het nummer Vorrei sapere perché, een rock-'n-rollnummer dat voor hun geschreven is door "Il Molleggiato" (de bijnaam van Celentano, letterlijk vertaald: "de Verende"). In 1959 maakt Celentano ook zijn eerste film: Il raggazzo del juke box (de jongen van de jukebox).

### De jaren zestig
In 1960 werken Celentano en zijn Ribelli mee aan de film La dolce vita van Federico Fellini, waarvoor ze het nummer Ready Teddy spelen. Op 30 november 1960 verschijnt Furore, het tweede album van Celentano. In februari 1961 neemt hij deel aan het San Remo festival. Omdat hij in die tijd militair is, moet daar een speciale vrijwaringsverklaring van de toenmalige Italiaanse minister van defensie Giulio Andreotti aan te pas komen. Adriano zingt op het festival het nummer Ventiquattromila baci (Vierentwintigduizend kussen).
Clan Celentano
De Clan Celentano ontstaat officieel met het nummer Stai lontano da me, met muziek van Burt Bacharach en teksten van Giulio Rapetti. Celentano neemt met dit nummer deel aan het festival Cantagiro. Hoewel  hij er zelf niet bij kan zijn wegens een blessure aan zijn voet, wint het nummer toch, wat bijdraagt aan verdere 45-toeren-successen, als Sei rimasta sola en Amami e baciami.
Van zanger tot prediker
Gedurende de periode van de Clan gaat het succes door: in 1962 wint hij de Cantagiro met Pregherò, de Italiaanse versie van Stand by me van Ben E. King. Het is de eerste keer dat hij een tekst met een godsdienstig thema zingt. In de jaren daarna doet hij dit weer met de nummers Ciao ragazzi en Chi era lui.
Omdat hij vliegangst heeft, slaat hij een uitnodiging van Frank Sinatra af om naar de Verenigde Staten te gaan. In 1966 komt Celentano na een afwezigheid van vijf jaar op het festival van San Remo terug met het nummer Il ragazzo della via Gluck. Hij bereikt ermee slechts een plaats in de achterste gelederen. Door de tekst van het nummer, die gaat over Celentano's jeugd en het verdwijnen van natuur die wordt vervangen door bebouwing, wordt het echter wel een verkoopsucces. Het verhaal gaat dat Celentano met een ander nummer (Nessuno mi può giudicare) zou hebben moeten deelnemen, maar dat hij er niet van overtuigd was dat dit nummer succes zou hebben en dat hij daarom koos voor Il ragazzo della via Gluck. Het nummer wekt ook de belangstelling van Pier Paolo Pasolini, die een film over het verhaal hiervan wil draaien. Dit project komt ondanks een ontmoeting tussen Pasolini en Celentano niet tot uitvoering.
Film
Celentano blijkt goed in staat te zijn om muziek en film te combineren. Zijn filmdebuut vindt plaats in de periode van 1958 tot 1962. In 1961 werd de film Serafino van Pietro Germi uitgebracht, waarin het leven van pastoor Fiorin Serafino in beeld gebracht wordt en die de harde strijd tussen familieleden over erfeniskwesties laat zien. De single van de titelsong La storia di Serafino is een groot succes. In 1985 komt een keerpunt met de gedenkwaardige film Joan lui, geschreven en geregisseerd door Adriano zelf. Aan de film, die 20 miljard lire kost (ongeveer 5 miljoen euro), wordt acht maanden lang onafgebroken gewerkt, maar desondanks wordt hij in Italië geen hit. In Rusland daarentegen wordt de film wél een succes. Celentano slaagt er zelfs in om ondanks zijn vliegangst in het vliegtuig naar Moskou te stappen.
Claudia Mori
Celentano heeft een relatie met Claudia Mori, actrice en zangeres van romantische nummers, vanaf dat ze elkaar ontmoetten tot de dag van vandaag. In 1964 trouwen ze in het geheim, 's nachts, in de kerk van de Heilige Franciscus in Grosseto. Uit het huwelijk worden drie kinderen geboren: Rosita in 1965, Giacomo in 1966 en Rosalinda in 1968. In de jaren tachtig komt het huwelijk in een crisis en een scheiding dreigt, maar in 1985 vinden de twee opnieuw de liefde. Vanaf 1991 is Claudia Mori ook algemeen uitvoerend manager van de Celentano Clan Srl, de besloten vennootschap waarin Celentano's activiteiten zijn ondergebracht.

### De jaren zeventig
In het begin van de jaren zeventig komt Adriano met Viola en Prisencólinensináinciúsol. Het laatste nummer, dat op 3 november 1972 wordt uitgebracht, is een van de vreemdste stukken die Celentano heeft gemaakt. Het nummer, dat hij zingt in het Celentanesca, een zelfbedacht pseudo-Engels, verovert de hele wereld. Het komt in de Amerikaanse hitparade binnen op nummer 70 nog voordat het in Italië in de hitlijsten staat, iets wat voor een Italiaans nummer tamelijk uitzonderlijk is.
In 1973 kondigt Celentano wederom aan deel te zullen nemen aan het Festival van San Remo, met het nummer L'unica chance. Op het laatste besluit hij echter niet te komen vanwege een aanval van gastritis, zoals de officiële verklaring luidt. De organisatoren beschuldigen hem ervan weg te blijven uit vrees dat het festival veel minder bezoekers dan gewoonlijk zal trekken, doordat er volgens hem dat jaar te weinig grote namen zijn geboekt. Pas in 1977 begint Celentano weer met optredens.

### De jaren tachtig
In 1982 publiceert Celentano met hulp van Maria Ripa di Meana het autobiografisch boek Il paradiso è un cavallo bianco che non suda mai (letterlijk vertaald: Het paradijs is een wit paard dat nooit zweet). Hij blijft actief in de filmindustrie en speelt in films als Bingo Bongo, Il bisbetico domatoe en Asso.

### De jaren negentig
Tussen 1987 en 1990 brengt Celentano geen enkel album uit. In 1991 keert hij terug met het album Il re degli ignoranti, dat echter al na een paar weken uit de winkels wordt teruggehaald vanwege problemen met auteursrechten. Zijn laatste film, Jackpot uit 1992, blijkt een gedenkwaardige flop en zelfs Celentano zelf heeft er kritiek op. Zijn televisieshow Svalutation, uitgezonden door RAI Tre, trekt in 1992 echter wel meer dan 13 miljoen kijkers.
In 1994 gaat Celentano op tournee door Europa, waarbij hij onder meer Berlijn aandoet. Daarna stopt hij helemaal met optredens. In 1996 komt het album Arrivano gli uomini uit. Het artistieke concept is doordacht, zowel wat de muziek betreft als met betrekking tot de confronterende teksten, maar het grote publiek waardeert dit niet: er worden maar 150.000 exemplaren van verkocht.
Celentano neemt in 1998 samen met de populaire zangeres Mina, een vriendin met wie hij in de jaren vijftig ook al had samengewerkt, het album Mina Celentano op, met vooral Mina's muzikanten. Deze productie blijkt met 1,6 miljoen exemplaren een geweldig succes. Een van de nummers op dit album is Che t'aggia di. De bijbehorende videoclip, waarin Celentano en Mina in een grappige tekenfilm als ganzen (naar het voorbeeld van de familie Donald Duck) te zien zijn, wordt veelvuldig vertoond op de Italiaanse televisie.
Het jaar daarop wordt Celentano's album Io non so parlar d’amore meer dan 2 miljoen keer verkocht, waarmee het een ware hit is. Er staan songs op als Gelosia, L’emozione non ha voce, L’arcobaleno en Senza amore van de jonge Carlo Mazzoni.

### 21e eeuw
In 2000 brengt Celentano Esco di rado e parlo ancora meno uit en verkoopt daarvan 1,8 miljoen exemplaren. Het album bevat het nummer Io sono un uomo libero van Ivano Fossati. Ook zingt Celentano een duet met Nada, Il figlio del dolore. Het nummer vertelt het verhaal van een verkrachting tijdens de oorlog. Ook brengt hij het nummer Per averti uit.
Per Sempre
In 2002 komt Per Sempre uit, een album waaraan opnieuw door het team Mogol-Bella wordt bijgedragen. Het bevat nummers als Confessa, mi fa male en de titelsong Per sempre. Op dit laatste nummer wordt net als aan Radio chick meegespeeld door pianist Chick Corea. Op het album staat ook een oud nummer, I passi che facciamo.
C'è sempre un motivo
In 2004 wordt het album C'è sempre un motivo uitgebracht. Het bevat onder andere de nummers Quel Cashina(Il ragazzo della via Gluck),  Valeva la Pena en L’indiano geschreven door Paolo Conte die 37 jaar daarvoor ook al het nummer Azzurro schreef voor Celentano.
Rockpolitik
Op 20 oktober 2005 begint op RaiUno de televisieshow Rockpolitik, met Celentano als presentator. De show heeft hoge kijkcijfers, met een gemiddelde van 46%. De meestbekeken aflevering is die met Roberto Benigni, gezien door meer dan 16 miljoen mensen. Een uitvoering van Il ragazzo della via Gluck samen met Eros Ramazzotti heeft zelfs een kijkdichtheid van bijna 70%. Andere gasten in de show zijn Gérard Depardieu, Valentino Rossi, Franco Battiato, Riccardo Cocciante, Patti Smith, de Eurythmics en Carlos Santana. Op 20 november 2006 publiceert Celentano een boek over de geschiedenis van het programma.
Unicamentecelentano
Op 10 november 2006, lanceert Celentano een megacollectie (een box met de drie cds), met 42 liedjes de periode 1957-2006. Let op de aanwezigheid van nummers als Miseria nera en L'unica chance die niet de beroemdste nummers zijn van "Il Molleggiato", maar die gaan over buitengewoon nieuws en behoren tot de oudste nummers van zijn repertoire.
In de collectie zit ook het nieuwe duet met Paul Anka, een nieuwe versie van het lied Diana nu genoemd Oh Diana met tekst van Mogol en Celentano. De collectie oogstte al snel succes: de compilatie bevindt zich in de eerste week op de derde plaats (FIMI), waarna het bijna drie maanden in de Italiaanse top tien staat. In de laatste twee weken van 2006 worden er meer dan 350.000 exemplaren van verkocht. Volgens Rolling Stone magazine zijn er 500.000 exemplaren verkocht.
Op 2 december 2006 wordt Adriano geïnterviewd op Rai Tre door Fabio Fazio, in het programma Che Tempo Che Fa (Wat is het weer).  Een unieke gebeurtenis, gezien de onwil van de zanger voor dit soort optredens. Ook dit keer is het een groot kijkcijfersucces. 
6,2 miljoen mensen zien het interview op tv, een bijna historisch aantal voor de zender Rai Tre (zo meldden een dag later de kranten de gegevens van Auditel.
Dormi amore, la situazione non è buona
Op 23 november 2007 publiceert Adriano het album Dormi Amore, la situazione non è buona. De omslag, ontworpen door Wainer Vaccari, toont Adriano als bokser. Het album is geschreven door het het duo Mogol en Gianni Bella. Zij schrijven vijf van de tien nummers (plus een extra, een soort mix van het album), andere nummers dragen de handtekening van Jovanotti, Neffa, Francesco Tricarico, Vincenzo Cerami en Carmen Consoli. Ook bevat dit album een onuitgegeven lied van Domenico Modugno dat dateert uit 1974, Boy ragazzo del sud. Op 5 november wordt de single Hai bucato la mia vita uitgebracht. Het nummer is een groot succes als download, met name op iTunes. Alle kranten geven positief commentaar op dit nieuwe werk van "Molleggiato". De cd won vier keer platina met een verkoop van 400.000 exemplaren in anderhalve maand (Music & Records). Het tweede nummer van het album, Dormi Amore, komt op 11 januari 2008 voor het eerst op de radio.
La situazione di mia sorella non è buona
Op 26 november 2007 keert Celentano terug met een liveshow in de vroege avond, getiteld La situazione del mia sorella non è buona (De situatie van mijn zus is niet goed), waarbij met 'zus' de planeet aarde wordt bedoeld. Het programma werd bekeken door 9,2 miljoen kijkers.
Buon compleanno Adriano
Voor de viering van Celentano's zeventigste verjaardag en vijftigjarig artiestenjubileum organiseert Rai op zaterdag 5 januari 2008 een speciale uitzending met de titel "Buon compleanno Adriano" (Gefeliciteerd met je verjaardag Adriano). De uitzending had de hoogste kijkcijfers van de dag (28,65%).
Optreden in het stadion van Inter
Adriano verscheen op 8 maart 2008 weer in het openbaar, ter gelegenheid van het honderdjarig bestaan van Inter. "Il Molleggiato" betrad het veld met een gitaar in de hand en sjaal van "Beneamata" en begon met het zingen van Il ragazzo della via Gluck. Zodra het optreden is afgelopen, wacht Inter-voorzitter Massimo Moratti hem op met een officieel Inter-T-shirt en ze zingen samen Sei rimasta sola. "Zingen met Celentano", glimlachte Moratti, "is als spelen met Pelè: fantastisch." Alle Celentanofans, maar ook de Interfans vinden het optreden geweldig.
Yuppi Du in Venetië
De film Yuppi Du is na twee jaar volledig gerestaureerd en vernieuwd. De film uit 1975, geregisseerd door Adriano Celentano, wordt op het Filmfestival van Venetië weer vertoond. De wereldpremière van de gerestaureerde versie  vindt plaats op 4 september 2008 in de grote zaal van het Palazzo del Cinema, in aanwezigheid van regisseur, acteur, producent en schrijver Adriano Celentano.
L'animale
Op 28 november 2008 komt het nieuwe compilatiealbum van Celentano uit. Het album genaamd "L'animale" (het dier) bevat 28 nummers, waarvan 14 over de liefde en 14 over sociale zaken. Het album bevat ook twee nieuwe singles: "La cura", een cover van Franco Battiato, en "Sognando Chernobyl", een lied over wereldmachten die de wereld vernietigen.

### 2011/2012
Facciamo finta che sia vero
In september 2011 wordt het nieuwe album van Adriano aangekondigd. Het album, Facciamo finta che sia vero (laten we doen alsof het echt is) komt officieel uit op 29 november. De eerst uitgebrachte single is Non ti accorgevi di me, de tweede single is Non so più cosa fare en wordt uitgebracht op 2 december. Dit nummer wordt gezongen door Celentano, Franco Battiato, Jovanotti en Giuliano Sangiorgi. Tevens opent Celentano een officiële Facebookpagina waar regelmatig video's en kleine nieuwsberichten worden geplaatst. Ook krijgt hij een blog en een app en opent hij een Twitteraccount.
Het festival van San Remo 2012
Op 13 december werd bekendgemaakt dat Celentano als gastheer zal langskomen in de 62e editie van het San Remo Festival. Er is veel ophef over de prijs die hij hiervoor vraagt, namelijk 700.000 euro. In een persconferentie maakt Adriano bekend dat dit geld naar goede doelen zal gaan.
Op 14 februari praat Celentano over religie en politiek. Hij vindt dat de priesters meer moeten prediken over het paradijs. Tevens uit hij kritiek op de katholieke kranten Famiglia Cristiana en Avvenire, waarvan hij vindt dat deze te veel over politiek praten in plaats van over het geloof. Deze avond zingt hij vier nummers, Facciamo finta che sia vero(2011), Il forestiero(1971), Thirtheen women, en You are my sunshine.
Vanwege zijn uitspraken krijgt "Il Molleggiato" veel kritiek in de media. De Famiglia Cristiana noemt hem "een kleine hypocriete activist, een valse vertolker van de christelijke moraal". Tevens keuren zij de manier waarop Adriano het geld doneert af. De katholieke persagentschap S.I.R heeft het over "zinloze, ondoordachte woorden" en zegt dat Celentano niets weet of begrijpt van de rol van de katholieke media.
De laatste avond, 18 februari, zal worden herinnerd door de protesten tegen Celentano. Hij opent zijn monoloog met kritiek op de manier waarop media uitspraken van de eerste aflevering hebben weergegeven. Hij legt uit dat hij niet bedoelde dat de religieuze kranten moeten worden gesloten, maar dat hij het anders zou aanpakken. Hij maakt duidelijk dat het zijn bedoeling was om "te praten over de betekenis van leven en dood, maar vooral voor wat daarna komt ... ". Tijdens zijn toespraak wordt er vanuit het publiek geschreeuwd "prediker!" en "stoppen!". Deze avond zingt hij ook twee nummers van zijn laatste album "Facciamo finta che sia vero": La cumbia di chi cambia en Ti penso e cambia il mondo, samen met presentator en vriend Gianni Morandi. Daarbij raakt de laatste geëmotioneerd. Nadat Adriano, voortijdig, zijn monoloog afsluit en het podium verlaten heeft, zegt Gianni Morandi tegen het publiek: "Adriano haat niemand".
Samenwerking met Gianni Morandi
“Sanremo heeft de vriendschap tussen mij en Adriano versterkt” vertelt Gianni Morandi op 4 april in Chi in een exclusief interview. In een gezamenlijke vakantie hebben ze afgesproken om samen een project te beginnen. Het duet dat Gianni zong met Adriano tijdens Sanremo, Ti penso e cambia il mondo, is opnieuw opgenomen in de studio.
Rock Economy
13 juni 2012 maakte de Clan Celentano bekend dat Celentano op 8 en 9 oktober in de Arena van Verona een concert zou geven, dat tevens live werd uitgezonden op Canale 5. Na de eerste avond, met Jean-Paul Fitoussi als gast, kreeg Celentano de kritiek dat hij te veel zou praten en te weinig zou zingen. Ondanks dat werd de eerste avond bekeken door 9,2 miljoen mensen. Tijdens de tweede avond heeft Adriano voornamelijk gezongen, de enige gast was toen Gianni Morandi. 4 december 2012 werden er een cd en dvd van het concert uitgebracht.

### Le Migliori
11 november 2016 bracht Celentano samen met Mina het album Le Migliori uit. Het album bevat 12 nummers waaronder ook een remake van Prisencólinensináinciúsol gemixt door DJ Benny Benassi. De single Amami Amami was 21 oktober reeds uitgebracht.

## Televisieshows
- 8-9 oktober 2012: Rock Economy[2]  op Canale 5 met diverse gasten, o.a. Gianni Morandi
- 26 november 2007: La situazione di mia sorella non è buona
- 20 oktober tot 10 november 2005: Rockpolitik
- 14 december 2002: Uno di noi
- 26 april tot 17 maart 2001: 125 milioni di caz..te
- 7 tot 28 oktober 1999: Francamente me ne infischio
- 2 juni 1998: Un po’artista un po’no
- december 1997: Adriano specialmente Celentano
- 8 maart 1996: Arrivano gli uomini
- 18 november en 9 december: Adriano Celentano live
- 12 en 19 december 1992: Svalutaition
- maart 1992: Aspettando Celentano
- 5 november 1991: Adriano Celentano a notte rock
- november 1988: Il profeta della via Gluck
- 11 januari 1988: Celentano e poi?
- 3 oktober 1987 tot 6 januari 1988: Fantastico otto
- 3 juli 1985: Tv story
- 16 september 1979: Paura di un trionfo
- 5 november 1977: Arriva il celebre (concerto alla bussola)
- 6 april 1974: Milleluci
- 24 juli tot 1 juni 1974: C'è celentano
- 13 maart 1972: Teatro 10
- 7 juli 1969: Stasera: Adriano Celentano
- 8 december 1967: Centodieci e lode
- 27 maart 1967: Sabato sera
- 2 oktober 1965: Adriano clan n.2
- april 1964: Adriano clan
- 22 december 1962: Studio uno
- 7 en 14 oktober 1962: Alta pressione

## Discografie

### Albums
- maart 1960 "Adriano Celentano con Giulio Libano e la sua orchestra" - LPJ 5008
- november 1960 "Furore (album)" - Jolly LPJ 5017
- 1962 "Peppermint twist" - Jolly LPJ 5021
- juni 1963"A New Orleans" - Jolly LPJ 5025
- 1965 "Non mi dir" Clan, ACC 40002
- maart 1966"La festa" - Clan, ACC 40006
- november 1966"Il ragazzo della via Gluck" - Clan, ACC 40007
- mei 1968 "Azzurro/Una carezza in un pugno (album)" - Clan, ACC 40011
- november 1968 "Adriano rock" - Clan, BF 501
- 1969 "Le robe che ha detto Adriano" - Clan, BF 502
- 1970 "Il forestiero" - Clan, BFM 700
- 1971 "Er più - Storia d'amore e di coltello" - Clan, BFM 602
- 1972 "I mali del secolo" - Clan, BFM 701
- 1973 Nostalrock - Clan, CLN 65764
- 1975 "Yuppi du" - Clan, CLN 69120
- 1976 Svalutation - Clan, CLN 86013
- 1977 "Disco dance" - Clan, CLN 86026
- 1977 Tecadisk - Clan, CLN 86033
- 1978 "Ti avrò" - Clan, CLN 20053
- 1978 "Geppo il folle (album)" - Clan, CLN 20099
- 1979 Soli - Clan, CLN 20150
- 1979 "Me, live!" - Clan, CLN 22203
- 1980 "Un po' artista un po' no" - Clan, CLN 20201
- 1981 Deus - Clan, CLN 20257
- 1982 "Uh... uh..."  - Clan, CLN 20324
- 1983 "Atmosfera (album)" - Clan, CLN 20380
- 1984 "I miei americani" - Clan, CLN 20445
- 1985 "Joan Lui (album)" - Clan, CLN 20485
- 1986 "I miei americani 2"> - Clan, CLN 20545
- 1987 "La pubblica ottusità" - Clan, CLN 20699
- 1991 "Il re degli ignoranti" - Clan, 9031 74439-1
- 1994 "Quel punto" - Clan, 4509 97319-1
- 1996 "Arrivano gli uomini" - Clan, CLCD 74321 381192
- 1998 "Mina Celentano" - Clan, CLN 90011
- 1999 "Io non so parlar d'amore" - Clan, CLN 13641
- 2000 "Esco di rado e parlo ancora meno" - Clan, CLN 20482
- 2002 "Per sempre (album)" - Clan, CLN 20511
- 2004 "C'è sempre un motivo" - Clan, CLN 20551
- 2005 "C'è sempre un motivo + L'Indiano" - Clan, CLN 20551
- 2007 "Dormi amore - la situazione non è buona" - Clan, CLN 20551
- 2011 "Facciamo Finta che sia vero" - Clan, CLN 2098
- 2012 "Facciamo Finta che sia vero" (CD + DVD repack) - Clan, CLN 21113
- 2012 "Adriano Live" (Concert 2012) - Clan, CLN 2113
- 2016 "Le Migliori" Clan - PDU, CLN 2116 (Deluxe: CLN 2117)

### Singles
- 1958 "Rip it up/Jailhouse rock" - Music 2223
- 1958 "Blueberry hill/Tutti frutti" - Music 2224
- 1958 "Man smart/I love you baby" - Music 2232
- 1958 "Tell me that you love me/The stroll" - Music 2233
- 1958 "Happy days are here again/Buonasera signorina" - Jolly J 20032
- 1958 "Hoola hop rock/La febbre dell'hoola hop" - Jolly J 20045
- 1959 "Ciao ti dirò/Un'ora con te" - Jolly J 20057
- 1959 "Il ribelle/Nessuno ci crederà" - Jolly J 20063
- 1959 "Il tuo bacio è come un rock/I ragazzi del juke-box" - Jolly J 20064
- 1959 "Teddy girl/Desidero te" - Jolly J 20068
- 1959 "Pronto pronto/Idaho" - Jolly J 20069
- 1960 "Nikita rock/Blue jeans rock" - Jolly J 20079
- 1960 "Rock matto/Impazzivo per te" - Jolly J 20080
- 1960 "Impazzivo per te/Crazy rock" - Jolly J 20080 (dubbel A-kant)
- 1960 "Personality/Il mondo gira" - Jolly J 20089
- 1960 "Così no/La gatta che scotta" h - Jolly J 20090
- 1960 "Piccola/Ritorna lo shimmy" - Jolly J 20092
- 1960 "Pitagora/A cosa serve soffrire" - Jolly J 20106
- 1960 "Giarrettiera rosa/Che dritta!" - Jolly J 20107
- 1960 "Furore/Movimento di rock" - Jolly J 20124
- 1961 "24 mila baci/Aulì-ulè" - Jolly J 20127
- 1961 "Non esiste l'amor/Basta" - Jolly J 20137
- 1961 "Gilly/Coccolona - Jolly J 20144
- 1961 "Nata per me/Non esser timida" - Jolly J 20150
- 1962 "Forse forse/Peppermint twist" - Jolly J 20153
- 1962 "Ciao amore/Veleno" Caramba Jolly C 11000
- 1962 "Si è spento il sole/La mezza luna" - Jolly J 20178
- 1962 "Stai lontana da me/Sei rimasta sola/Amami e baciami" - Clan, ACC 24001
- 1962 "24 mila baci/Il tuo bacio è come un rock" - Jolly J 20185
- 1962 "Pregherò (prima parte)/Pasticcio in Paradiso" - Clan, ACC 24005
- 1963 "A New Orleans/Un sole caldo caldo caldo" - Jolly J 20197
- 1963 "Il tangaccio/Grazie, prego, scusi" - Clan, ACC 24009
- 1963 "Serafino campanaro/Hei stella" - Jolly J 20220
- 1963 "Sabato triste/Le notti lunghe" - Clan, ACC 24012
- 1964 "Una notte vicino al mare/Hello Mary Lou" - Jolly J 20228
- 1964 "Non mi dir/Non piangerò" - Clan, ACC 24015
- 1964 "Il problema più importante/È inutile davvero" - Clan, ACC 24016
- 1964 "L'angelo custode/Bambini miei" - Clan, ACC 24019
- 1965 "Ciao ragazzi/Chi ce l'ha con me"> - Clan, ACC 24022
- 1965 "Sono un simpatico/E voi ballate/Due tipi come noi" - Clan, ACC 24024
- 1965 "La festa/Ringo" - Clan, ACC 24027
- 1966 "Il ragazzo della via Gluck/Chi era lui" - Clan, ACC 24032
- 1966 "Mondo in mi 7°/Una festa sui prati" - Clan, ACC 24040
- 1967 "La coppia più bella del mondo/Torno sui miei passi" - Clan, ACC 24051
- 1967 "Tre passi avanti/Eravamo in 100.000" - Clan, ACC 24058
- 1967 "30 donne nel west/Più forte che puoi" - Clan, ACC 24063
- 1968 "Canzone/Un bimbo sul leone" - Clan, ACC 24073
- 1968 "Azzurro/Una carezza in un pugno" - Clan, ACC 24080
- 1968 "L'attore/La tana del re" - Clan, BF 69001
- 1969 "La storia di Serafino/La pelle" > - Clan, BF 69013
- 1969 "Storia d'amore/Straordinariamente" - Clan, BF 69014
- 1969 "Lirica d'inverno/L'uomo nasce nudo" - Clan, BF 69030
- 1970 "Chi non lavora non fa l'amore/Due nemici innamorati" - Clan, BF 69040
- 1970 "Chi non lavora non fa l'amore (cantata da Claudia Mori)/EA" - Clan, BF 69041
- 1970 "Viola/Se sapevo non crescevo" - Clan, BF 69051
- 1971 "Sotto le lenzuola/Il forestiero" - Clan, BF 70000
- 1971 "Una storia come questa/Brutta" - Clan, BF 70010
- 1971 "Er più/Una storia d'amore e di coltello" - Clan, BF 70015
- 1972 "Un albero di trenta piani/Forse eri meglio di lei" - Clan, BF 70018
- 1972 "La ballata di Pinocchio/I will drink the wine" - Clan, BF 70022
- 1972 "Prisencólinensináinciúsol/Disc Jockey" - Clan, BF 70026
- 1973 "L'unica chance/Quel signore del piano di sopra" - Clan, CLN 1319
- 1973 "Only you/We're gonna move" - Clan, CLN 1887
- 1974 "Bellissima/Stringimi a te" - Clan, CLN 2443
- 1975 "Yuppi du/La ballata" - Clan, CLN 3208
- 1975 "Un'altra volta chiudi la porta/Do dap" - Clan, CLN 3633
- 1976 "Svalutation/La barca" - Clan, CLN 4375
- 1977 "A woman in love/Rock around the clock/Don't play that song (you lied)" - Clan, CLN 5048
- 1977 "When love/Somebody save me" - Clan, CLN 5403
- 1978 "Ti avrò/La moglie, l'amante, l'amica" - Clan, CLN 10089
- 1979 "Che cosa ti farei/Geppo il folle" - Clan, CLN 10120
- 1979 "Soli/Io e te" - Clan, CLN 10174
- 1980 "Qua la mano/Gocce d'acqua" - Clan, CLN 10251
- 1980 "Il tempo se ne va/Non se ne parla nemmeno" - Clan, CLN 10252
- 1980 "Innamorata, incavolata a vita/Se non è amore" - Clan, CLN 10305
- 1981 "L'artigiano (1° parte)/L'artigiano - Clan, CLN 10326
- 1982 "Crazy movie/Roma che fa...te innamora" - Clan, CLN 10371
- 1982 "Uel mae sae/We're gonna move" - Clan, CLN 10393
- 1982 "Uh...uh.../Jungla di città" - Clan, CLN 10442
- 1984 "Susanna/Il cantante folle" - Clan, CLN 23001
- 1987 "Mi attrai/La luce del sole" - Clan, CLN 10786
- 1996 - Cosi come sei
- 1996 - Arrivano gli uomini
- 1996 - Solo da un quarto d'ora
- 1998 - Acqua e sale
- 1998 - Brivido felino
- 1998 - Che taggia dì
- 1999 - Gelosia (canzone)|Gelosia
- 1999 - L'emozione non ha voce
- 1999 - L'arcobaleno
- 2000 - Senz'amore
- 2000 - Le pesche d'inverno
- 2000 - Per averti (canzone)|Per averti
- 2001 - Apri il cuore
- 2001 - Lago rosso
- 2001 - Quello che non ti ho detto mai
- 2001 - Tir
- 2002 - Confessa
- 2003 - Per sempre (canzone)|Per sempre
- 2003 - Più di un sogno
- 2003 - Mi fa male
- 2004 - C'è sempre un motivo
- 2005 - Ancora vivo
- 2005 - Valeva la pena
- 2005 - L'indiano (canzone)|L'indiano - dal 1987 l'unico uscito in cd singolo
- 2006 - Oh Diana
- 2007 - Hai bucato la mia vita
- 2008 - Dormi amore
- 2008 - Fiori
- 2008 - Aria...non sei più tu
- 2008 - Sognando Chernobyl
- 2008 - La cura
- 2011 - Non ti accorgevi di me
- 2011 - Non so più cosa fare
- 2012 - Ti penso e cambia il mondo
- 2012 - La Cumbia di chi Cambia
- 2016 - Amami Amami

### Verzamelalbums/boxen
- 1969 "Pioggia di successi"
- 1970 "Adriano hits"
- 1973 "La storia di uno...Adriano Celentano"
- 1975 "Il meglio di Adriano Celentano"
- 1979 "Antologia ('57-'80)"
- 1980 "Il tempo se ne va compilation musica"
- 1982 "Il cinema di Adriano"
- 1983 "Le volte che Adriano è stato primo"
- 1988 "Antologia '57-'87"
- 1992 "Superbest"
- 1995 "Alla corte del Re-mix"
- 1997 "Le origini di Adriano Celentano vol.1"
- 1997 "Le origini di Adriano Celentano vol.2"
- 2000 "Questa è la storia di uno di noi (cofanetto)"
- 2001 "Il cuore, la voce"
- 2003 "Tutte le volte che Adriano è stato primo"
- 2003 "TRE (cofanetto)"
- 2006 "Unicamentecelentano"
- 2008 "L'animale"
- 2013 "...Adriano"

### NPO Radio 2 Top 2000
| Nummers met noteringen in de NPO Radio 2 Top 2000 | '01 | '02 | '03 | '04 | '05 | '06  | '07  | '08 | '09  | '10  | '11  |
| ------------------------------------------------- | --- | --- | --- | --- | --- | ---- | ---- | --- | ---- | ---- | ---- |
| Azzurro                                           | -   | -   | -   | -   | -   | -    | 1686 | -   | -    | -    | -    |
| Prisencolinensinainciusol                         | 742 | 764 | 750 | 642 | 860 | 1234 | 893  | 871 | 1823 | 1690 | 1836 |

1. ↑  Een '-' betekent dat het nummer niet was genoteerd en een vetgedrukt getal geeft de hoogste notering van een nummer aan.
2. ↑  2001 was het eerste jaar met een notering voor Adriano Celentano.
3. ↑  Deze tabel is bijgewerkt tot en met de laatste editie (2024).